# Сингалы

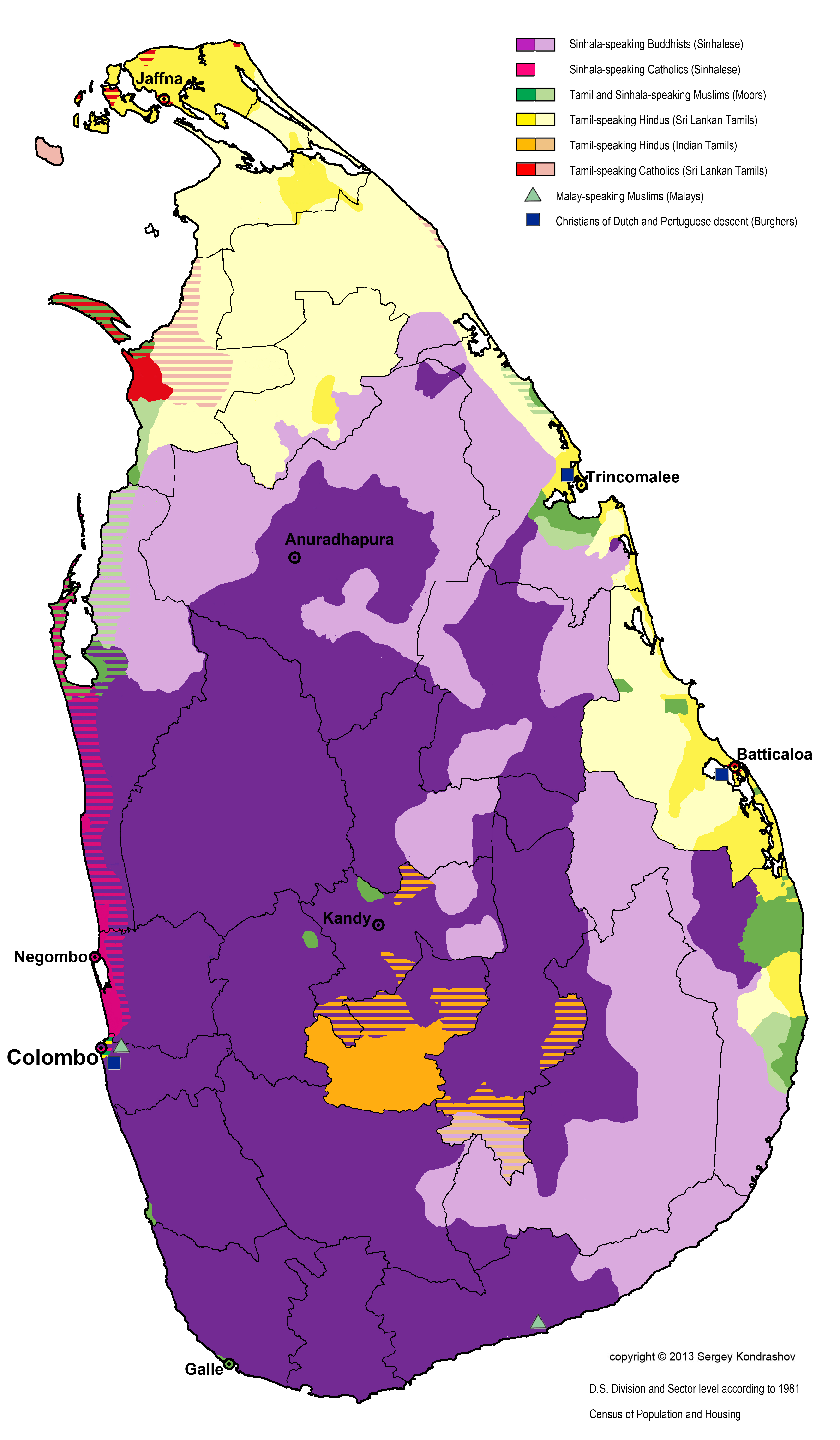
Географическое распределение языковых и религиозных групп населения Шри Ланки согласно данным переписи населения 1981 года.
Фиолетовый/светло-фиолетовый: сингалы

Синга́лы, синга́льцы (синг. සිංහල ජනතාව) — индоарийский народ, основное население Шри-Ланки. По данным на 2012 год, 15,2 млн сингальцев составляли около 75 % населения страны, ещё 60 тысяч сингальцев живёт в Австралии, Сингапуре и Новой Зеландии. Язык — сингальский. Основная религия — буддизм, некоторый процент исповедует христианство.

## Этногенез и история
В первом тысячелетии до н. э. остров Цейлон был заселён выходцами с континента, из Индии, сингалами и тамилами.
Первые — индоарийцы, их язык близок санскриту, пракритам, пали и др. индоарийским языкам. Вторые — дравиды, представители коренного населения Южной Индии, составляющего отдельную языковую семью.
В этногенезе сингалов участвовали также ведды, коренной народ Цейлона, австралоидного типа. Таким образом, сингалы имеют смешанный, а не чисто европеоидный расовый тип.
Первоначально на культуру Цейлона влияли индийцы и арабы. В III—VIII вв. здесь существовало государство со столицей Анурадхапура, в котором земледелие, ремёсла и торговля были уже высоко развиты. В VIII—XIII вв. возникло государство со столицей Полоннарува. В этот период велись войны с южноиндийскими государствами (Пандья и др.). В XV веке появляются государства Канди и Котте (сингальские), а также Джафна (тамильское). Сингалы также заселили и освоили соседние Мальдивские острова. В XVI в. часть острова захватили португальцы, в XVII в. их вытеснили голландцы, а в конце XVIII в. островом завладела Великобритания. В 1948 стране был предоставлен статус доминиона, а в 1972 Цейлон был провозглашён республикой Шри-Ланка.
Самоназвание сингалов — синхала, «львиные», от индийского синха, «лев». Древнее название острова — Синхала Двипа, «Львиный остров», было ещё одно название — Серендиб (арабское). На современном гербе Шри-Ланки изображён лев, вероятно, это отголосок тотемизма.

## Быт
Основные занятия — пашенное земледелие (главная культура — рис), рыболовство (на побережье), огородничество и садоводство, разведение кокосовой пальмы. Шри-Ланка — аграрная страна с развитым плантационным хозяйством, в сельском хозяйстве занято 70 % населения. Скотоводство — второстепенная отрасль, крупного рогатого скота насчитывается ок. 3 млн голов. Промышленность развита слабо, представлены гл. образом переработка сельскохозяйственной продукции и швейная. Важная статья дохода — иностранный туризм. Транспорт: морской, железнодорожный, автомобильный, главные порты — Коломбо и Тринкомали. На экспорт идут продукты кокосовой пальмы, каучук, одежда, драгоценные камни, чай.
Используемые орудия труда примитивны. Это плуг с буйволами, борона, мотыга, серп, совок, топор, кривой нож. Поля обрабатываются вручную.
Для рыбной ловли используются парусные лодки (орува), катамараны. Ловят удочками, вершами, используют остроги. Рыбная ловля имеет три вида: в прибрежных водах, в открытом море и во внутренних водоёмах. Практикуется охота на диких буйволов, оленей, пернатую дичь.
Традиционное крестьянское жилище — наземное, каркасно-столбовое, кроется соломой, пальмовыми листьями, черепицей. Имеются крытые веранды. На полу используются циновки.
Национальная одежда у мужчин — саронг и куртка со стоячим воротником. Саронг трижды наматывается вокруг нижней части тела. У женщин — саронг и блузка с вырезом. Кандийцы предпочитают индийские виды одежды — сари у женщин. Женщины с детства носят много украшений, серьги, ожерелья, браслеты, брошки, шпильки, цепочки. Панчаяхуда — цепочка с пятью символами (меч, раковина, лук, диск, стрела) является амулетом. Обувь и головные уборы почти не носят. Интересно одеваются кандийские феодалы и вожди (мудальяры). Они сочетают национальные и европейские элементы, носят обувь, носки, брюки, рубашки с галстуком, жилет, пиджак и саронг. Носят маленькую шапочку (топи).
В пище преобладают рис и овощи с острым соусом карри, перец чили. Готовят лепёшки из плодов хлебного дерева. Многое готовят из кокосового ореха. Употребляется ямс и тапиока. Пример национального блюда — пол самбол. Оно готовится из толчёного риса, красного стручкового перца, лука, соли, рыбы и мякоти кокосового ореха. Роль хлеба играют лепёшки из рисовой муки, молока и кокосового ореха (аппа).
В области социальных отношений преобладают сельско-общинные. Значительную роль играют кастовые отношения. Семьи моногамны, патрилинейны.

## Искусство и духовная культура
В Средние века искусство было связано с буддизмом, в архитектуре основным было построение храмов индуистского типа, ступы. Применялись камень, глина, дерево. Развиты была обработка металла, росписи, применялся лак.
Из ремесел были развиты чеканка, резьба по дереву (маски), фрески, скульптура, ювелирное дело, ткачество, вышивки, плетение циновок. Использовался богатый орнамент.
Уже в древности сингалы имели фольклор, народные танцы в ритуальных масках. Театр появился в Средние века, он упоминается в хронике «Махаванса». Танцоры и музыканты выступали в прошлом на специальных площадках — «мандара». Национальные жанры театра были связаны с танцами и музыкой:
- колам — представление в масках;
- сокари — комедийный жанр;
- надагам — музыкальный спектакль;
- рукада — кукольный театр;
- существовала также мистериальная драма, позже появилась нритья — новая пьеса.

Все виды театра сохраняются до сегодняшнего дня.
Сингальские народные танцы самобытны. Для некоторых каст (оли, некатхи, берава) они являются традиционным занятием. В Средние века были храмовые танцовщицы (девадаси). Танцы могут быть трудовые, религиозные, демонические (ритуальные), акробатические. Особое место занимают кандийские танцы. Их три вида: удекки, пантеру, вес; они близки к высоко развитым формам индийского танца.
Из музыкальных инструментов используются духовые, ударные, струнные. Виды барабанов: бере, удеккия, тамматтама, раббана, буммедия. Кроме этого есть бубны, гонги, колокольчики, флейта (хоранева), струнный только один — винава.
Первыми литературными произведениями у сингалов были хроники «Дипаванса» и «Махаванса», написанные на пали, с сюжетами, заимствованными в Индии. В них сочетались реальные факты и мифы. У индийцев заимствованы джатаки.
На сингальском языке литература впервые появляется в VI веке. Один из первых авторов, царь Паракрамабаху II (1236—1270), написал «Жемчужину поэзии». Крупный представитель средневековой поэзии — Алагьяванна Мохотала (конец XVI—XVII вв.). Затем развитие литературы было затруднено колониальным режимом, и возрождение началось только в XX веке. Первые писатели, работавшие в двадцатые годы XX века — С. де Силва, П. Сирисена, В. А. Силва и другие.
В настоящее время уровень грамотности в Шри-Ланке довольно высок. Школа — 11-летняя (начальная, младшая средняя, старшая средняя), дальше образование получают в колледжах и университете (который имеет отделения в разных городах). Крупнейшие библиотеки — Публичная библиотека в Коломбо (132 тысячи томов) и библиотека Национального Музея (500 тысяч томов). Крупнейший музей — Национальный музей Шри-Ланки.

## Ономастика
- Список сингальских имён